# Aquí la Tierra
Aquí la Tierra és un programa de televisió espanyol, presentat per Jacob Petrus de dilluns a divendres i per Quico Taronjí i Isabel Moreno, els diumenges.
Es va estrenar el 27 de maig de 2014 a La 1. Aquest format, emès de forma diària de diumenge a divendres, amb una durada de 30 minuts, és un magazín divulgatiu que tracta la influència de la climatologia i la meteorologia tant a nivell personal com global.

## Història
A finals d'abril de 2014, La 1 anuncià la fi de la segona edició del programa Corazón, presentat per Elena S. Sánchez; pel fet que les seves dades d'audiència no convencien als directius de la cadena.
Per això, TVE va pensar a substituir-ho per un magazín de divulgació centrat en la influència de la climatologia i la meteorologia.
Així va arribar Aquí la Tierra, presentat per Jacob Petrus, que es va estrenar el 27 de maig de 2014 a les 20.30 hores.

## Reporters
- Ángeles Cortina (2017/03-)
- Marta Márquez (2015/07-)
- Lucía Mbomio
- Cristina Tovar
- Mar Villalobos
- Koldo Arrastia
- Juan Pablo Carpintero
- San Morales
- Omar Morán
- Vicente Rubio

## Audiències
Al principi el programa va obtenir pobres dades d'audiència que caminaven entorn del mig milió d'espectadors, dades que va mantenir durant tota la primera temporada.
Amb el començament de la temporada 2014/2015, el programa va aconseguir pujar les dades, començant a arribar al milió d'espectadors i fins i tot depassen aquesta barrera.
El 24 de novembre de 2015 el programa va ser vist per 1.252.000 i 8,5%, sent el programa més vist de les tardes de La 1 de TVE.
A causa que és el programa més vist de les tardes de La 1, des de 12 de març de 2017, també s'emet els diumenges, sent presentat per Quico Taronjí i Isabel Moreno.
| Temporada | Temporada | Episodis | Estrena               | Final                 | Audiència mitjana | Audiència mitjana | Audiència mitjana |
| Temporada | Temporada | Episodis | Estrena               | Final                 | Espectadors       | Quota             |                   |
| --------- | --------- | -------- | --------------------- | --------------------- | ----------------- | ----------------- | ----------------- |
|           | 1a        | 61       | 27 de maig de 2014    | 29 d'agost de 2014    | 541.000           | 5,9%              |                   |
|           | 2a        | 227      | 1 de setembre de 2014 | 28 d'agost de 2015    | 863.000           | 7,3%              |                   |
|           | 3a        | 229      | 31 d'agost de 2015    | 2 de setembre de 2016 | 1.155.000         | 9,6%              |                   |
|           | 4a        | 254      | 5 de setembre de 2016 | 3 de setembre de 2017 | 1.502.000         | 11,7%             |                   |
|           | 5a        | 302      | 4 de setembre de 2017 | 2 de setembre de 2018 | 1.639.000         | 12%               |                   |
|           | 6a        |          | 3 de setembre de 2018 | 1 de setembre de 2019 |                   |                   |                   |

Els directius de TVE han dit que mentre mantingui o superi 1.000.000 milió d'espectadors de mitjana el programa serà mantingut en La1 i TVE Internacional en la mateixa franja, horari i format que té ara.

## Premis
- Premi 2016 de la Societat Geogràfica Espanyola, per aconseguir que la geografia ocupi horaris de màxima audiència en televisió, fent-la popular i accessible.[5]
- Premi Ondas 2017 al millor programa d'entreteniment.[6]
- Antena de Oro 2017.[6]